# یواس‌اس فولتن (ای‌اس-۱۱)
یواس‌اس فولتن (ای‌اس-۱۱) (به انگلیسی: USS Fulton (AS-11)) یک کشتی مادر زیردریایی بود که طول آن ۵۲۹ فوت ۶ اینچ (۱۶۱٫۳۹ متر) بود. این کشتی مادر زیردریایی در سال ۱۹۴۰ ساخته شد.